# Hysterothylacium collare
Hysterothylacium collare is een rondwormensoort uit de familie van de Anisakidae. De wetenschappelijke naam van de soort is voor het eerst geldig gepubliceerd in 1929 door Cobb.